# Graham White
Graham Ross White (14 febbraio 1951) è un ex nuotatore australiano.
Specializzato nello stile libero, ha vinto la medaglia d'argento nella staffetta 4x200 m sl alle Olimpiadi di Città del Messico 1968.

## Palmarès
- Olimpiadi
  - Città del Messico 1968: argento nella staffetta 4x200 m sl.

- Giochi del Commonwealth
  - 1970 - Edimburgo: oro nei 400 m sl e nelle staffette 4x100 m e 4x200 m sl.